# Amine Touahri
Amine Touahri est un footballeur algérien né le 12 février 1989 à Hussein Dey dans la wilaya d'Alger. Il évoluait au poste d'ailier gauche au WA Boufarik.

## Biographie

### En club
Amine Touahri évolue pendant cinq saisons avec le club de l'USM El Harrach. Avec cette équipe, il dispute 93 matchs en première division algérienne, inscrivant neuf buts.
Avec l'USMH, il atteint la finale de la Coupe d'Algérie en 2011, et se classe deuxième du championnat d'Algérie en 2013.

### En équipe nationale
Touahri participe avec la sélection algérienne au Tournoi U-23 UNAF 2010. Le 13 décembre 2010, il marque le sixième but contre le Cameroun. Le 16 novembre 2011, il se voit sélectionné au sein de l'équipe algérienne pour le championnat d'Afrique 2011 organisé au Maroc.

## Palmarès
- Vice-champion d'Algérie en 2013 avec l'USM El Harrach
- Finaliste de la Coupe d'Algérie en 2011 avec l'USM El Harrach

- Vainqueur du tournoi de l'UNAF en 2010 avec l'équipe d'Algérie espoirs.